# جاك جي. هانسون
جاك جي. هانسون (بالإنجليزية: Jack G. Hanson)‏ هو عسكري أمريكي، ولد في 18 سبتمبر 1930 في مسيسيبي في الولايات المتحدة، وتوفي في 7 يونيو 1951 في كوريا في ممالك كوريا الثلاث.